# PASGT
PASGT (англ. Personnel Armor System for Ground Troops — «система індивідуального бронезахисту сухопутних військ») — бронезахисний комплект (БЗК) в складі бронежилета і бронешолома.
PASGT був прийнятий на озброєння сухопутних військ США в 1980 році (однак початок поставки у війська було призначено на жовтень 1981 року після завершення виробництва першої партії в 130 тис. комплектів), і офіційно стояв на озброєнні до 2003 року (фактично, заміна на більш досконалі зразки засобів індивідуального бронезахисту відбувалася поступово, у 2004—2009 роки). Проте, шоломи і бронежилети PASGT до теперішнього часу перебувають на озброєнні ряду країн-союзників США і використовуються американськими приватними військовими і охоронними компаніями.
В армії США БЗК PASGT замінив собою сталеву каску М1 зразка 1941 року і протиосколковий нейлоновий бронежилет М-69, прийнятий на озброєння в 1960-ті роки. У США БЗК PASGT поклав початок застосування легкої броні для засобів індивідуального бронезахисту (ЗІБ) військового призначення на основі високоміцної і високомодульної арамідної тканини «кевлар» .

## Бронежилет

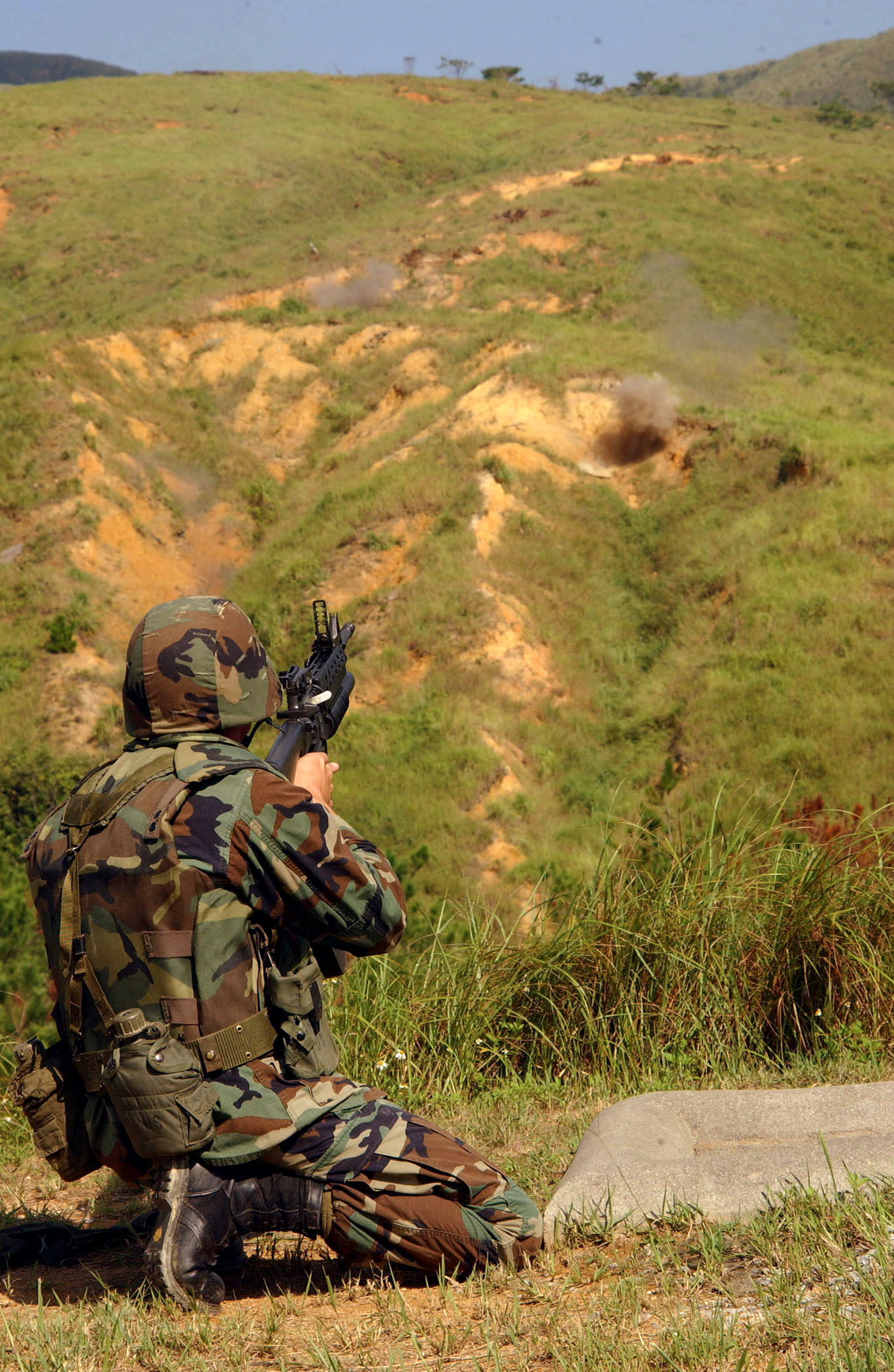
Рядовий ВМС США в бронежилеті і шоломі PASGT веде вогонь з підствольного гранатомета M203 (2003 жовтень)

Бронежилет PASGT — стандартний армійський протиосколковий бронежилет. Є результатом послідовного розвитку серії протиосколкових бронежилетів сухопутних військ М-52, М-1952 М-1952А, М-69 і ICM. Розробка бронежилета здійснювалася дослідницьким комплексом у Натіку протягом 1970-х років. В ході неї проводилися планове доопрацювання і вдосконалення конструкції і ергономічності перспективного жилета з усуненням недоліків попередніх моделей М-69 і ІСМ, виявлених в ході бойових дій у В'єтнамі. Підсумком розробки стало створення жилета PASGT зі збереженими, щодо жилета М-69, характеристиками площі захисту і маси жилета, але з підвищеною на 50 відсотків протиосколковою стійкістю.
Забезпечує захист верхньої частини тулуба від типових осколків (вражаючих елементів) мін, гранат і артилерійських снарядів. Характеризується наявністю коміра-стійки для захисту шиї і горла, наплічників і переднього клапана-застібки типу «реп'ях» (в оригіналі англ. Velcro). Захисні елементи жилета, розташовані всередині чохла з нейлонової тканини і складаються з шести роздільних секцій. Окремі секції з'єднуються один з одним еластичними смугами з взаємним перекриттям, чим забезпечується свобода рухів носія і відсутність перешкод функціонуванню штатної екіпіровки і спорядження. Кожна секція виконана у вигляді тканинного пакета з 13 шарів арамідної тканини типу «кевлар-29». Секції жилета оброблені спеціальним водовідштовхувальним складом, що перешкоджає водопоглиненню і росту ваги жилета. Жилет випускається в п'яти розмірах.
Маса жилета, в залежності від розміру, становить 3,2—4,9 кг. Площа захисту (середній розмір) становить близько 58 кв. дм. По протиосколковій стійкості жилет і шолом бронекомплекта PASGT рівноцінні, при випробуваннях стандартним осколковим імітатором масою 1,1 г їх стійкість, за V-50, знаходиться в межах 620-650 м/с. Згідно зі статистичними даними сухопутних військ США, носіння бронежилета PASGT в районах бойових дій зменшує втрати живої сили на 18—53%.
Однією з перших освоїла випуск жилета PASGT по військовим технічним умовам LP/P DES 19—77A фірма Gentex Corp. Орієнтовна вартість жилета 350 дол. США.
У 1996 році на озброєння прийнятий додатковий захисний жилет ISAPO для посилення основного бронежилета PASGT і забезпечення захисту від високошвидкісних куль автоматичних гвинтівок. Самостійно не використовується, надівається поверх бронежилета PASGT. Представляє собою чохол з кишенями для розміщення двох захисних вставок з комбінованої броні з керамікою. Маса жилета — 7,48 кг. Загальна маса з основним жилетом перевищує 12 кг, що викликало безліч нарікань в стройових частинах у зв'язку з неприпустимими в бойових умовах надлишковою масою і громіздкістю ЗІБ.

## Бронешолом

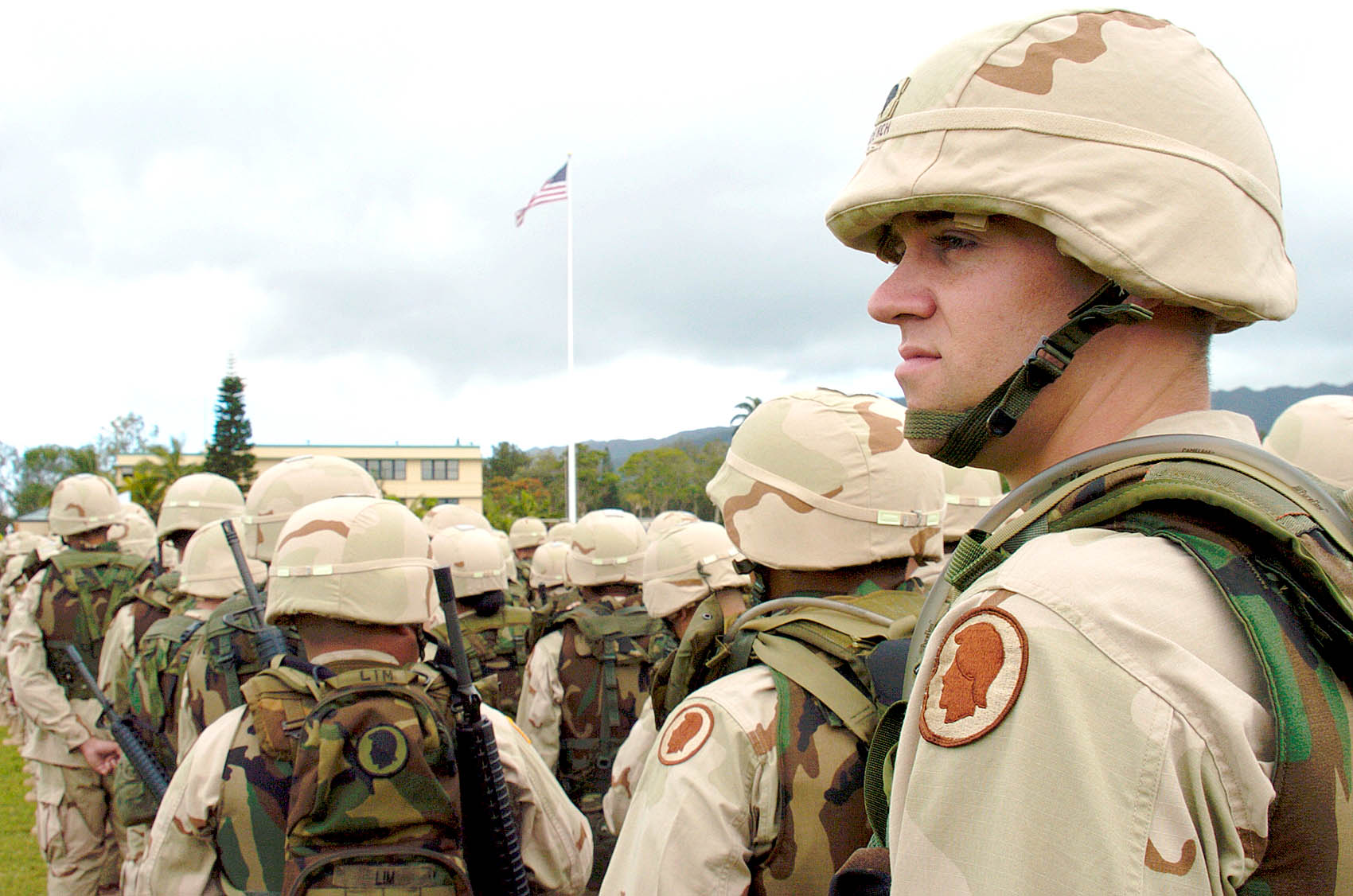
Рядовий армії США у бронешоломі PASGT (березень 2004)

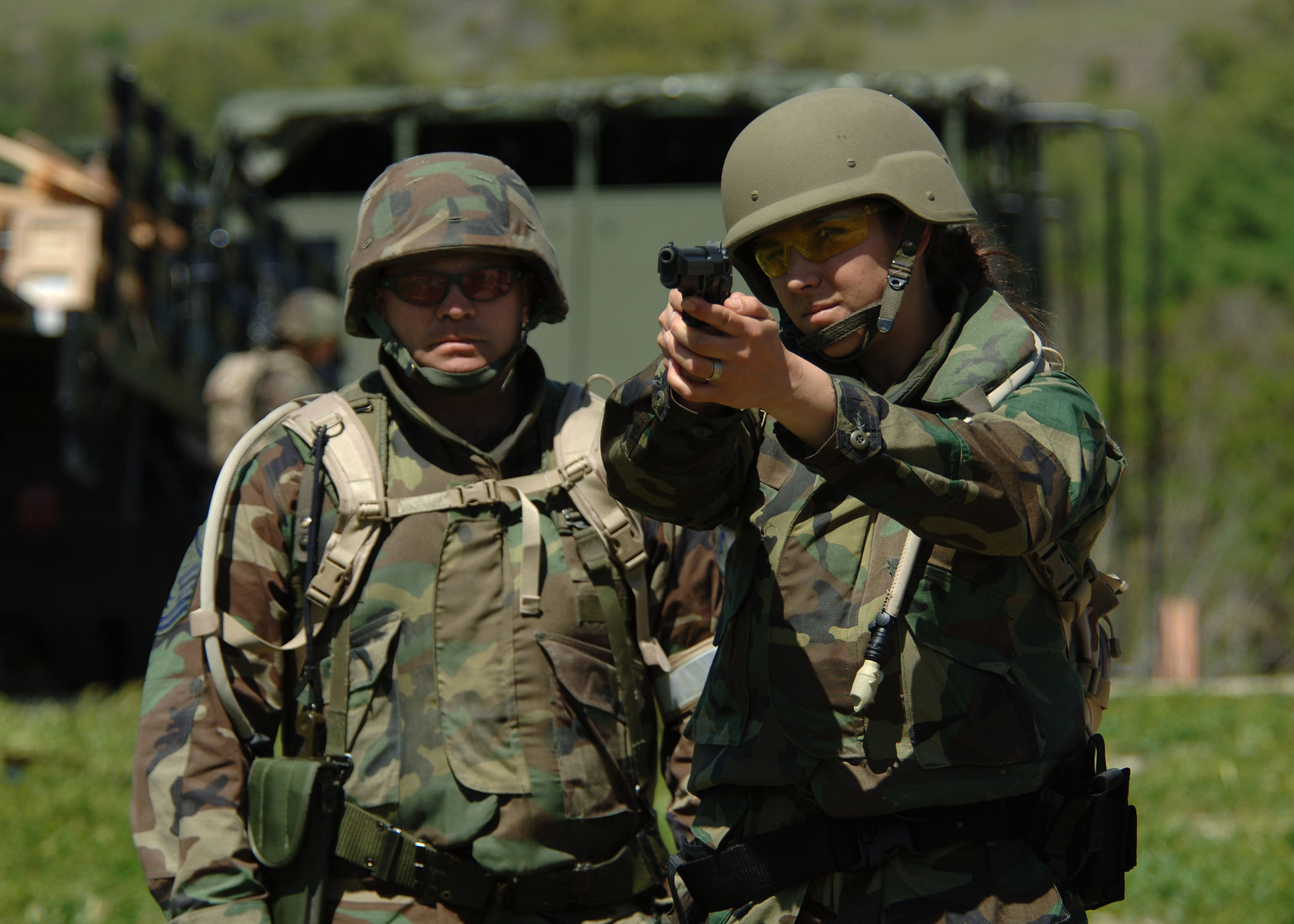
Військовослужбовці ЗС США в БЗК PASGT на навчаннях в Кемп-Пенделтон, Каліфорнія, 2006 р.

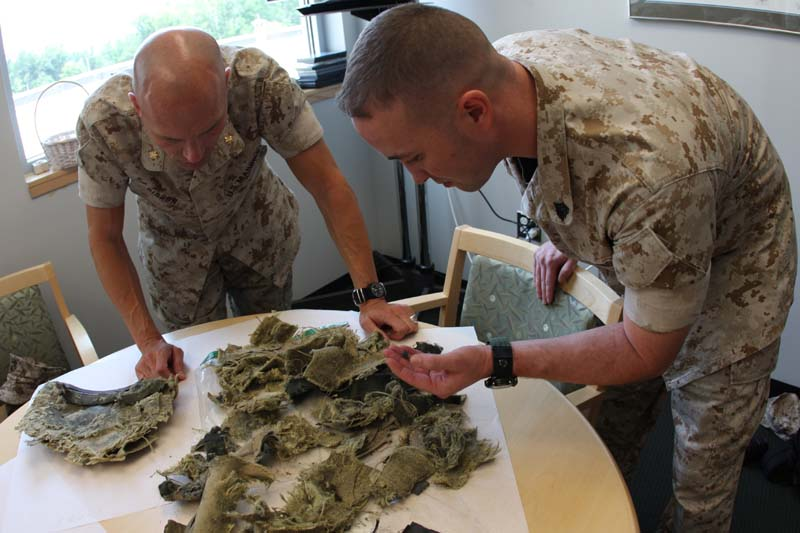
Фрагменти тканинно-полімерного бронежилета з кевлара, використаного для поглинання енергії вибуху ручної гранати, Ірак, 2004. Особовий склад відділення був врятований; капрал Данам, який закрив гранату шоломом, загинув..

Бронешолом зразка 1980 року виконано з органотекстоліта на основі тканини «кевлар» (19 шарів тканини) і з'єднання на основі фенол-формальдегіду, модифікованого поливінілбутиральною смолою. Захисну частину шолома отримують методом прямого пресування. Масова частка сполучного в органотекстоліті становить 20 відсотків. З внутрішньої сторони шолома є амортизувальний шар. Відрізняється від шоломів попереднього покоління низьким положенням центра ваги.
Повністю закриває лоб (за рівнем надбрівних дуг), вушні раковини, скроневі і потиличну частини голови. Площа захисту шолома на 11 відсотків більше в порівнянні зі сталевим шоломом М1 і становить від 11 до 13 кв. дм. Поверхнева щільність захисної частини шолома 8,5 кг/кв. м. Шолом випускається в трьох розмірах. Повна маса шолома знаходиться в межах 1,4—1,9 кг.
Протиосколкова стійкість шолома, визначається згідно STANAG 2920 при випробуваннях стандартним осколковим імітатором масою 1,1 г, становить не гірше 620 м/с, що на 50 відсотків вище стійкості шолома М1 (415 м/с). За рахунок вдосконалення фізико-механічних властивостей армуючого волокна і характеристик енергопоглинання органотекстолітової основи шолома PASGT його захисні властивості за час, що минув, були підвищені на 15—20 відсотків, чому, як мінімум, відповідає рівень стійкості 715 м/с. За даними НДІ Сталі, фірма Gentex, а також її конкурент фірма SPA (США) вже давно розробили шоломи типу PASGT з рівнем протиосколкової стійкості 680 м/с і вище. Однак маса цих шоломів перевищує 1,6 кг (середній розмір «М») і як загальновійськовий шолом вони прийняті не були. Разом з тим на озброєнні сухопутних військ Франції і Данії є захисний шолом SPECTRA, індекс міноборони Франції Série 8320 casque de combat TC «D», який при масі середнього розміру 1,4 кг характеризується фактичним рівнем стійкості (до осколку 1,1 г) 680 м/с.
Для запобігання порушенню правильної посадки шолома при різких нахилах головою, шолом PASGT комплектується підборідним ременем. Також комплектується тканинним чохлом, можлива установка кріплення для приладу нічного бачення (англ. Helmet Mount Assembly). Підрядником міністерства оборони США на виготовлення шолома PASGT по військовим технічним умовам MIL-H-44099A є фірма Point Blank Body Armor. Орієнтовна вартість шолома PASGT становить 87 доларів США (в цінах 1990 року), вартість сталевого шолома М1 —  30 доларів.
У 1996 році на замовлення військового відомства США почалися роботи по програмі SEP, результатом якої було створення нового стандартизованого зразка шолома для збройних сил США на заміну шолома PASGT. У 2002 році був розроблений полегшений шолом ACH.
«В даний час на заміну стандартному армійському шолому PASGT приходить нове покоління шоломів типу ACH, що відрізняються меншою масою, більшою зручністю в експлуатації, кращою адаптацією до інших елементів екіпіровки піхотинця. Всі без винятку програми по розробці перспективного шолома не ставлять за мету підняття його захисних характеристик. Граничний рівень протикульового захисту визначається не вище класу IIIA за стандартом NIJ 00106.03 (9 мм повноболонкова куля, ударна швидкість 420 м/c), протиосколовий — не вище 650 м/с по осколковому імітатору FSP масою 1,1 г стандарту STANAG-2920».